# 普通鉄道
普通鉄道（ふつうてつどう）は、鉄道の種別の一種。
1. 日本での普通鉄道とは、鉄道事業法による鉄道のうち、懸垂式鉄道、跨座式鉄道、案内軌条式鉄道、無軌条電車、鋼索鉄道、浮上式鉄道その他の特殊な構造を有する鉄道並びに新幹線鉄道及び新幹線鉄道規格新線を除くものをいう[1]。日本の鉄道を参照。
2. 中国での普通鉄道とは、中国鉄路総公司（中鉄総公司）が管理する鉄道をいう[2]。
3. 特殊鉄道以外のもので設計速度が一定以下の鉄道。以下この記事で述べる。

## 技術上の分類

### 日本
日本では技術上の分類としては在来線（路面交通を除くもので最高速度160km/h以下で走行するもの）を普通鉄道ということがある。

### ベトナム
ベトナムの鉄道は技術上の基準により、普通鉄道（特殊鉄道以外の設計速度150km/h以下の鉄道）、準高速鉄道（設計速度150km/hを超え、200km/h以下の鉄道）、高速鉄道（設計速度200km/hを超え、350km/h以下の鉄道）、特殊鉄道（モノレール、案内軌条式鉄道、及び浮上式鉄道等）に分けられる。